# Безрукавка (село)
Безрука́вка (рос. Безрукавка) — село у складі Рубцовського району Алтайського краю, Росія. Адміністративний центр Безрукавської сільської ради.

## Населення
Населення — 1749 осіб (2010; 1732 у 2002).
Національний склад (станом на 2002 рік):
- росіяни — 88 %